# Aeranthes laxiflora
Aeranthes laxiflora är en orkidéart som beskrevs av Rudolf Schlechter. Aeranthes laxiflora ingår i släktet Aeranthes och familjen orkidéer. Inga underarter finns listade i Catalogue of Life.